# Покровський Андрій Георгійович
Андрі́й Гео́ргійович Покро́вський (14 серпня 1862, Петербург — 1944, Каїр) — військово-морський діяч Російської імперії і Української Народної Республіки українського походження, адмірал, головний командир портів Чорного і Азовського морів, Міністр морських справ УНР.
Двічі кавалер Ордену Почесного Легіону, нагороджений двома Георгіївськими хрестами, багатьма іншими орденами.

## Життєпис

### Служба Російській імперії
Андрій Георгійович Покровський народився в Петербурзі, в офіцерській родині, яка вела свій родовід від представників козацької старшини.
Навчався у Морському корпусі. Потім — Військово-Морській академії.
В 1882 році — мічман, в 1890 — лейтенант, мінний офіцер Балтійського флоту.
З 1897 року А. Покровського призначають мінним офіцером Практичної ескадри, а через два роки — Навчальної ескадри Балтійського моря.
В кінці 1899 року — старший офіцер крейсера «Африка», в 1902 році — старший офіцер броненосця берегової оборони «Адмірал Сенявін».
В кінці 1902 року — командир міноносця «Поражающий». В 1903 році А. Покровському присвоюють військове звання капітан 2 рангу, а в другій половині 1904 року переводять командиром нового ескадреного міноносця «Доброволец».
1908 році його призначають начальником дивізіону випробувальних ескадрених міноносців Балтійського флоту. В 1910 році — одержує звання капітана 1 рангу.
Того ж 1910 року Покровський переводиться на Чорноморський флот командиром лінійного крейсера «Ростислав».
7 грудня 1911 року Андрія Покровського призначають виконуючим обов'язки начальника штабу командувача Морськими силами Чорного моря.
25 березня 1912 року імператорським указом йому присвоюють військове звання контрадмірала і призначають на посаду начальника штаба флоту.
Оновленому штабу під керівництвом А. Покровського вдалося значно активізувати кораблебудівні роботи і до листопада 1913 року спустити на воду в Миколаєві лінійний корабель, два ескадрені міноносці та три підводних човни. 4 серпня він особисто очолив комісію з прийому від заводу «Наваль» у місті Миколаєві першого у світі підводного човна — мінного загороджувача «Краб», командиром якого призначають В'ячеслава Клочковського.
Першу світову війну зустрів на посаді командувача бригадою крейсерів. Кораблі бригади А. Покровського беруть активну участь і ведуть успішне протиборство з противником на морі. 18 листопада у складі російської ескадри вони провели бій з німецькими крейсерами, у тому числі і з «Гебеном», який одержав у свій корпус 14 снарядів і надовго був виведений з бойових дій.
В 1915 році А. Покровський проводить атаки на турецькі укріплення в Босфорі, бере участь у численних бойових походах в район Інада — Босфор — Ереглі, Босфор — Варна, на охорону Одеси, Дніпровського лиману, на підтримку Кавказького фронту.
За успішне проведення морських операцій та переможні морські битви А. Покровський нагороджений орденами святої Анни 2-го ступеня, святого Володимира 3-го ступеня, двічі французьким орденом Почесного Легіону, румунським Великим офіцерським Хрестом, двома Георгіївськими Хрестами.
17 березня 1916 року контрадмірала Андрія Покровського вдруге призначають начальником штабу командувача Морських сил Чорного моря. Виконуючи директиву Ставки Верховного Головнокомандування, штаб флоту приступив до розробки операції з блокування дій турецько-німецького флоту в районі Батумі-Трапезунд та організації взаємодії з військами Кавказького фронту. 19 квітня штурмом з берега і з моря Трапезунд було взято. Саме контрадмірал Андрій Покровський у квітні 1916 року спланував і провів блискучу десантну операцію флоту з захоплення турецьких фортець і військово-морських баз у Різе і Трапезунді.
Трапезундська операція є однією з найблискучіших десантних операцій за всю історію Чорноморського флоту, яскравим прикладом бойової взаємодії армії і флоту. За її планування і організацію Верховний Головнокомандувач імператор Микола II 4 квітня 1916 року підвищив Андрія Покровського до віцеадмірала.
Однак вже 28 червня 1916 року імператор Микола II змінив командувача Чорноморським флотом. Ним став ще достатньо молодий віцеадмірал О. В. Колчак. Того ж дня Покровський подав у відставку з посади начальника штабу і незабаром був призначений начальником 2-ї бригади лінійних кораблів. Причиною відставки послужила його незгода з молодим, без достатнього бойового досвіду А. Колчаком, який за підтримки начальника Морського штабу Ставки адмірала А. Русіна з першого дня прибуття до Севастополя взявся перетрушувати командні кадри та загалом відкидав набутий бойовий досвід флоту.
Покровський переведений до Миколаєва і призначений на посаду командира порту, Миколаївського градоначальника і Начальника гарнізону міста Миколаєва.

### Розбудова українського флоту
Після Лютневої революції 1917 року на чорноморському флоті активізується український національно-визвольний рух. Проте, нерішуча військова політика Центральної Ради, яка спиралася на соціалістичні гасла ліквідації регулярного війська, завдала флоту важкого удару. На кораблях посилюється більшовицька агітація. В умовах зростаючого безвладдя Покровський послідовно підтримував Чорноморський військовий український комітет. Як повідомляв мічман Г.Філєвський у квітні 1918 року своїм рапортом адміралу Колчаку, бригада лінійних кораблів Покровського єдина впродовж всіх трагічних подій на Чорноморському флоті зуміла зберегти свою бойову готовність.
віцеадмірал Андрій Покровський став одним з тих адміралів, які активно підтримали процес українського державотворення. На кораблях його бригади активно діяли українські ради. А на щоглах лінійних кораблів восени 1917 року вже розвівалися українські жовто-блакитні прапори.
В листопаді-грудні 1917 року віцеадмірал А.Покровський працював над організацією національного українського флоту і активно заперечував намагання Центральної Ради провести в життя ідею добровільної служби на флоті. Він справедливо вважав, що долю молодої держави мають вирішувати не політичні гасла, а сила зброї. У цьому питанні А.Покровський мав розуміння і підтримку військових міністрів УНР Олександра Жуковського і Олександра Грекова, які разом з ним намагалися навести лад в організації флоту.
Виходячи з ситуації в Севастополі і в Криму, Покровський запропонував підпорядкувати військовому відомству УНР західну частину Чорноморського флоту, на яку вплив більшовиків був мінімальний.
Наказом по морському відомству 27 березня 1918 року віцеадмірала А.Покровського призначають начальником охорони Південно-Західної частини Чорного моря з тимчасовим штабом в м. Одесі, а 24 квітня — головним командиром всіх портів Чорного і Азовського морів.
Тим часом, 29 квітня у Севастополі, за наказом контрадмірала Михайла Сабліна на кораблях Чорноморського флоту було піднято українські державні прапори. Здавалося, що питання флоту вирішене остаточно. Але провокаційна інформація, що до Севастополя наближаються одні лише німці, дозволила більшовикам вивести частину флоту до Новоросійська, де більшість кораблів за наказом В. Леніна була безславно затоплена.
1 травня німці, як союзники, увійшли до Севастополя. 4 травня віцеадмірал А. Покровський, як головний командир українських портів, взяв участь у переговорах з командувачем німецьких військ в Криму генералом фон Кошем. Відповідно до Берестейського мирного договору було обумовлено, що до завершення війни кораблі флоту піднімуть українські прапори. Але вихід кораблів до Новоросійська німці оцінили, як грубе порушенням умов Берестейського договору і 4 травня виставили в портах свої караули і почали спускати українські прапори, оголосивши кораблі тимчасово полоненими.
Однак, з приходом до влади гетьмана Павла Скоропадського флотським справам стало приділятися значно більше уваги. На відміну від попереднього уряду УНР, гетьман довірив справу будівництва флоту фахівцям. Своїм наказом від 10 травня 1918 року Скоропадський створив спеціальну комісію по реформуванню Морського відомства на чолі з віцеадміралом А. Покровським. До складу комісії увійшли досвідчені військові моряки: віцеадмірал О. Хоменко, контрадмірали Д. Ненюков, О. Кликов, П. Патон-де-Верайон та капітан 1 рангу Микола Максимов. 1 червня ця комісія представила Морському Генеральному штабу план будівництва і реформування військового флоту України. Затверджений гетьманом, він став основою будівництва національного флоту Української Держави.
За пропозицією А. Покровського гетьман України 21 травня 1918 р. призначає своїм представником у Севастополі та Криму контрадмірала Михайла Остроградського, а сам командувач відбуває до Одеси, де займається організацією охорони та забезпеченням оборони північно-західного району Чорноморського узбережжя. Відповідно до наказу А. Покровського № 70 від 23 травня 1918 р. розпочалось формування бригади морської піхоти у складі трьох полків: 1-й у Одесі, 2-й у Миколаєві, 3-й у Херсоні. В цей же час у Генеральному морському штабі створюється відділ морської піхоти.
Указом гетьмана Андрію Покровському було присвоєно військове звання адмірал.
Йому досить швидко вдалося організувати в Одесі діючий штаб флоту, відновити бойову готовність кораблів, що дислокувалися в західній частині Чорного моря, та поповнити флотські установи професійними моряками.
За ініціативи адмірала Покровського, створена при Міністерстві морських справ геральдична комісія, затвердила проект українського військово-морського прапора, на основі корогви Чорноморської козачої флотилії. 18 липня 1918 року гетьман Павло Скоропадський затвердив закон про Військово-Морський прапор Української Держави: на білому полотнищі синій хрест з Державним прапором і тризубом у кряжі. Цей прапор (лише без тризуба) у 1992 році був знову затверджений Військово-Морським прапором незалежної України.
Наказом по Головному морському штабу флоту № 192/44 контрадмірал Микола Максимов оголосив про затвердження Військово-Морського прапора і наказав його підняти на кораблях і суднах українського флоту.
Наступним наказом № 350 адмірал А. Покровський сформував бригаду морських тральщиків в Одесі і призначив її командиром контрадмірала Олександра Гадда. Бригада складалася з трьох дивізіонів: командиром першого було призначено лейтенанта Опанасенка, другого — лейтенанта Кривицького, третього — старшого лейтенанта Благовєщенського.
контрадмірал О. Гадд наказ А. Покровського виконав успішно — до кінця липня одеський порт і фарватер від мін були очищені повністю. Військовий флот надійно забезпечував морські перевезення, до кінця 1918 року жодне торгове судно не підірвалося на мінах.
11 листопада німці остаточно передали кораблі Чорноморського флоту під управління українського командування. Того ж дня, наказом гетьмана Скоропадського адмірал Андрій Покровський призначається Міністром морських справ Української держави.
Тим часом, у Чорне море увійшли кораблі Антанти. Гетьман вступив у переговори з Францією. Проте антигетьманське повстання, організоване Володимиром Винниченком і Симоном Петлюрою, плани співпраці України з Францією звело нанівець. Наприкінці листопада війська Антанти окупували південь України.
26 листопада 1918 року Андрія Покровського, на посаді міністра Морських справ, замінив Михайло Білинський. 14 грудня війська Директорії взяли Київ і гетьман Скоропадський разом зі своїм урядом подав у відставку.
Після відставки, розраховуючи на можливість спільної з генералом Денікіним боротьби з більшовиками, адмірал розпочав консультації з новопризначеним командувачем білогвардійським Чорноморським флотом адміралом Василем Каніним. Слідуючи в руслі пізньої політики гетьмана, він сподівався, що білий рух Росії допоможе Україні в її боротьбі.
У зв'язку із наступом Червоної армії на Крим, адмірал А.Покровський 13-14 листопада 1920 року разом з військами Врангеля емігрував із Севастополя у Стамбул.
21 листопада рештки Чорноморського флоту були реорганізовані в Російську ескадру. Перебуваючи у Стамбулі, А.Покровський остаточно переконався у правоті Михайла Білинського, який його ще у Києві переконував у тому, що незалежна Україна в однаковій мірі неприйнятна як червоній, так і білій Росії.
Впевнившись, що політика всієї білої еміграції переслідує виключно цілі російської імперії, адмірал Покровський свої відношення з нею розірвав.
На еміграції мешкав у Болгарії, пізніше переїхав до Бельгії, де до 1930 року працював робітником-машиністом у Льєжі.
У 1938 році переїхав до Єгипту. Останні роки життя прожив у Каїрі.
Помер у 1944 році, похоронений в каплиці на цвинтарі монастиря Святого Георгія у Старому Каїрі. 28 серпня 2020 року, коли християни православного обряду відзначали свято Успіння Пресвятої Богородиці, у Каїрі на цвинтарі Монастиря Св. Георгія відбулись урочисті заходи з нагоди встановлення хреста та меморіальної таблички на вшанування адмірала Андрія Покровського,